# Informacija javnega značaja
Informacija javnega značaja ali javna informacija je podatek ali informacija, do katere lahko javnost dostopa. Pravica do dostopa do javnih informacij je zagotovljena z Ustavo Republike Slovenije in mednarodnimi dokumenti. Vsakdo ima pravico pridobiti javno informacijo in kdor je ne dobi, lahko vloži pritožbo pri Informacijskem pooblaščencu.

## Ustavna pravica
Informacija javnega značaja ali javna informacija je podatek ali informacija, do katere lahko javnost dostopa. Med te podatke spadajo informacije, ki izvirajo iz delovnih področij organov ali "nastajajo pri poslovanju organa (dokumenti, zadeve, dosjeji, registri, evidence ali dokumentarna gradiva". To so lahko podatki, ki "so jih organi sestavili sami, v sodelovanju z drugimi organi ali so jih dobili od drugih oseb."
Pravica do dostopa do informacije javnega značaja je ustavna pravica. Ustava Republike Slovenije v 39. členu zagotavlja pravico do dostopa do informacij javnih organov. Dostop do informacij javnega značaja velja za nujnega za učinkovito delovanje demokratičnih sistemov, saj povečuje odgovornost oseb na javnih položajih ter omogoča informirano sodelovanje javnosti v javnem življenju. Osnovna predpostavka pravice do dostopa do informacij javnega značaja je, da so informacije, ki jih posedujejo državni organi, javne in se lahko dostop do njih omeji le na podlagi legitimnih razlogov, ki jih določa zakon. Dostop do informacij javnega značaja temelji na načelu, da mora biti ljudem v demokratičnem sistemu omogočen dostop do širokega nabora informacij, na podlagi katerih lahko sodelujejo v javnem življenju ter odločajo o stvareh, ki jih zadevajo.
Vsakdo lahko od organa zahteva informacijo javnega značaja. Postopek pridobitve je urejen v Zakonu o dostopu do informacij javnega značaja.
Informacijski pooblaščenec navaja tri kriterije, ki morajo biti izpolnjeni, da lahko prosilec pridobi javno informacijo: informacija izvira iz delovnega področja organa, organ z informacijo razpolaga in informacija se nahaja v materializirani obliki.

## Mednarodno varstvo
Pravica do dostopa do informacij javnega značaja je del temeljne pravice do svobodnega izražanja, ki jo določa 19. člen Splošne deklaracije o človekovih pravicah (1948), ki pravi, da pravica do svobodnega izražanja vključuje pravico da "lahko vsak išče, sprejema in širi informacije in ideje s kakršnimikoli sredstvi in ne glede na meje". Pravica do dostopa do informacij javnega značaja je priznana kot človekova pravica v treh glavnih regionalnih ureditvah človekovih pravic, to je v Ameriki, Evropi in Afriki, prav tako jo priznavajo pomembnejši mednarodni instrumenti.
Pravica do dostopa do informacij javne organe zavezuje k dvema obvezama. Prvič, da proaktivno omogočijo dostop do ključnih informacij o dejavnostih oblasti in drugič, da se odzivajo na poizvedbe državljanov bodisi z objavo originalnih dokumentov ali njihovimi kopijami.
V zadnjih dveh desetletjih je pravica do dostopa do informacij javnega značaja priznana v naraščajočem številu držav, tudi v državah v razvoju. Leta 1990 je imelo dostop do informacij janvega značaja zakonsko urejenih 13 držav, danes je takšnih več kot 100.
Leta 2015 je UNESCO-va generalna konferenca izglasovala 28. september za "Mednarodni dan splošnega dostopa do informacij", ki je bolje poznan kot Dan dostopa do informacij. Od leta 2002 je bil ta datum poznan kot "Dan pravice do obveščenosti". Unescova resolucija priporoča odobritev v Generalni skupščini ZN.
Evropsko sodišče za človekove pravice je v odločbi Magyar Helsinki Bizottság (Helsinški monitor Madžarske) proti Madžarski priznalo pravico do javnih informacij kot pravico, varovano z Evropsko konvencijo o človekovih pravicah in uredilo varstvo pravice s konvencijo. Pravica, varovana s konvencijo je ožja od pravice, varovane z ustavami večine držav. Evropsko sodišče je v kršitev pravic zaradi omejitve dostopa do javnih informacij ugotovilo tudi v sodbah Társaság a Szabadságjogokért (Zveza za državljanske pravice) proti Madžarski, Youth Initiative for Human Rights proti Srbiji in drugih.

## Informacijski pooblaščenec
Informacijski pooblaščenec je državni organ, ki deluje na področju dostopa do javnih informacij in varstva osebnih podatkov. Poznajo ga mnoge države vključno z vsemi članicami Evropske unije, Združenim kraljestvom, Švico, Avstralijo in Kanado.
V Sloveniji na področju dostopa do javnih informacij in varstva osebnih podatkov deluje Informacijski pooblaščenec RS. Odloča o pritožbah prosilcev, katerim organ ni odgovoril, ni posredoval informacije javnega značaja ali je z odločbo zavrnil dostop do podatkov. Informacijski pooblaščenec skrbi za enotne standarde dostopa do informacij javnega značaja. Zoper odločbo informacijskega pooblaščenca lahko prosilec sproži upravni spor pred Upravnim sodiščem. O zakonitosti odločitve Upravnega sodišča lahko odloča Vrhovno sodišče RS, o skladnosti z ustavo pa Ustavno sodišče RS.
Informacijski pooblaščenec je začel delovati leta 2003, takrat še kot pooblaščenec za informacije javnega značaja. Igor Šoltes je bil pooblaščenec za dostop do informacij javnega značaja med leti 2003 in 2006. Nataša Pirc Musar je ta položaj, ki se je med njenim mandatom preimenoval v informacijskega pooblaščenca, opravljala od 2006 do 2014. Od leta 2014 je informacijska pooblaščenka Mojca Prelesnik.